# レイニー・カザン
レイニー・カザン（Lainie Kazan, 本名：Lainie Levine、1940年5月15日 - ）は、アメリカ合衆国の女優、歌手。
ニューヨーク・ブルックリン区出身 。ロシア系ユダヤ人。ホフストラ大学に学ぶ。同級生にフランシス・フォード・コッポラやジェームズ・カーンがいた。卒業後、1961年にブロードウェイデビュー。
映画『マイ・ビッグ・ファット・ウェディング』の主人公トゥーラの母親マリア役で知られる。

## 主な出演作品

### 映画
- セメントの女 Lady in Cement (1968)
- 栄光のホームベース A Love Affair: The Eleanor and Lou Gehrig Story (1977) テレビ映画
- ワン・フロム・ザ・ハート One from the Heart (1982)
- 続・天国から落ちた男 The Jerk, Too (1984) テレビ映画
- ラスト・イン・ザ・ダスト Lust in the Dust (1984)
- ナティ物語 The Journey of Natty Gann (1985)
- デルタ・フォース The Delta Force (1986)
- ハリーとヘンダスン一家 Harry and the Hendersons (1987)
- ミディアム・レア Medium Rare (1987)
- テレクラ殺人事件 Out of the Dark (1988)
- フォエバー・フレンズ Beaches (1988)
- エタニティ/永遠の愛 Eternity (1990) クレジットなし
- 奇跡が降る街 29th Street (1991)
- セメタリークラブ The Cemetery Club (1993)
- チャンス! The Associate (1996)
- ビッグ・ヒット The Big Hit (1998)
- パーマネント ミッドナイト Permanent Midnight (1998) クレジットなし
- ぼくが天使になった日 Bruno (2000)
- マイアミ・ガイズ -俺たちはギャングだ- The Crew (2000)
- マイ・ビッグ・ファット・ウェディング My Big Fat Greek Wedding (2002)
- エイト・クレイジー・ナイト Eight Crazy Nights (2002) 歌声のみ
- ジーリ Gigli (2003)
- ウィスキー・スクール Whiskey School (2005)
- 赤ずきん Red Riding Hood (2006)
- エージェント・ゾーハン You Don't Mess with the Zohan (2008)
- 大変!息子がゲイなんて! Oy Vey! My Son Is Gay!! (2009)
- ピクセル Pixels (2015)
- マイ・ビッグ・ファット・ウェディング2 My Big Fat Greek Wedding 2 (2016)

### テレビドラマ
- 刑事コロンボ 第43話「秒読みの殺人」 Columbo: Make Me a Perfect Murder（1978） - ヴァレリー・カーク
- アーサー・ヘイリーのホテル Hotel (1983, 1987)
- ペーパーチェイス The Paper Chase (1985-1986)
- セント・エルスウェア St. Elsewhere (1987-1988)
- ザ・ナニー The Nanny (1995-1999)
- マイビッグファットライフ！ My Big Fat Greek Life (2003)
- デスパレートな妻たち Desperate Housewives (2010)